# Штаде – Брунсбюттель (етиленопровід)
Штаде – Брунсбюттель – призначений для транспортування етилену трубопровід на північному заході Німеччини, який пов’язує між собою ряд об’єктів нафтохімічної галузі країни.
З середини 1960-х років на північному березі естуарію Ельби у Брунсбюттелі діяв завод жирних спиртів, етилен на який постачали трубопроводом з розташованої на три десятки кілометрів північніше установки парового крекінгу в Хайде. Південноафриканська компанія Sasol, яка викупила виробництво в Брюнсбюттелі на початку 2000-х, вирішила збільшити його потужність та забезпечити нове джерело етилену. Останнього досягли за допомогою етиленопроводу з району Штаде (південний берег естуарію Ельби трохи далі на схід), де знаходяться потужний портовий термінал для перевалки олефінів та їх підземне сховище в Ohrensen. 
Введений в експлуатацію у 2007 році трубопровід має довжину 54 км та діаметр 150 мм. Його перехід під Ельбою довжиною 2,6 км виконали за допомогою направленого буріння (дві зустрічні свердловини з протилежних берегів річки), тоді як під Кільським каналом етиленопровід пройшов на глибині 25 метрів у вже існуючому тунелі.
Враховуючи, що від Штаде на схід прямує олефінопровід Штаде – Тойченталь, ділянка Штаде – Брунсбюттель стала частиною ланцюжка етиленопроводів, котрий простягнувся від Хайде аж до Чехії. 